# ملعب خواكيم دينيس
ملعب خواكين دينيس هو ملعب متعدد الاستخدام يقع في لواندا عاصمة أنغولا . غالبا ما يتم استخدامه لمباريات كرة القدم . يسع لجلوس 10 ألف متفرج . يعتبر الملعب الرسمي الذي يخوض فيه أتليتيكو سبورت أفياساو مبارياته الدولية .